# Поликоттон
Поликоттон е смесена тъкан, предназначена за производство на спално бельо, одеяла, възглавници и матраци.

## Състав
Тази тъкан може да бъде различни видове в зависимост от състава и. Може да се състои от:
1. 15% полиестер / 85% памук
2. 35% полиестер / 65% памук
3. 50% полиестер / 50% памук
4. 65% полиестер / 35% памук
5. 85% полиестер / 15% памук

## Предимства
В сравнение с тъканите, произведени само от памучни влакна, полиестера има следните предимства:
Трайност на структурата на плата;
- Стабилност на боята;
- Слабо свиване;
- Добри хигиенни свойства;
- Намалено опадане на власинки;
- Икономия на перилен препарат.

|  | Тази страница частично или изцяло представлява превод на страницата „Поликоттон“ в Уикипедия на руски. Оригиналният текст, както и този превод, са защитени от Лиценза „Криейтив Комънс – Признание – Споделяне на споделеното“, а за съдържание, създадено преди юни 2009 година – от Лиценза за свободна документация на ГНУ. Прегледайте историята на редакциите на оригиналната страница, както и на преводната страница, за да видите списъка на съавторите. ВАЖНО: Този шаблон се отнася единствено до авторските права върху съдържанието на статията. Добавянето му не отменя изискването да се посочват конкретни източници на твърденията, които да бъдат благонадеждни. |